# Wayne Static
Wayne Richard Wells (4 de novembro de 1965 — 1 de novembro de 2014), conhecido profissionalmente como Wayne Static, foi um músico norte-americano, conhecido por ter sido o vocalista e guitarrista do grupo metal industrial Static-X. Era casado com a ex-atriz pornográfica Tera Wray.
Ele lançou seu único álbum de estúdio em carreira solo, Pighammer, em 4 de outubro de 2011. Static faleceu em 1 de novembro de 2014. A causa oficial da morte está listada como "mistura de remédios com álcool". Ele tinha 48 anos de idade.

## Morte
O músico de 48 anos, Wayne Richard Wells, foi encontrado morto em 1 de novembro de 2014.
O relatório oficial do legista afirma: "Em 1 de novembro, aproximadamente às 7 horas, Wayne e sua esposa foram para cama. Sua esposa afirmou que antes de ir se deitar, ele esmagou uma pílula e meia de 30mg de oxycodone e a consumiu. Esse remédio tinha sido prescrito para sua esposa. Ele também bebeu uma quantidade não descrita de álcool. Sua esposa acordou às 15:30. Ela achou o músico morto na cama e ligou para o 911 às 15:47. Paramédicos chegaram e confirmaram a morte às 16:00, notando rigor mortis e palidez. Não havia evidências de crime ou qualquer indicação de lutas."
O relatório continua: "A esposa de Wayne disse que ele tomava a oxycodone, Xanax e álcool para aliviar seus ataques de pânico. Ele tomava Xanax diariamente, obedecendo à dosagem prescrita. Sua esposa afirmou que ele ocasionalmente tomava seus próprios remédios, mas tomava também os dela. O falecido tinha uma história de abuso de cocaína e ecstasy, mas parou de usar drogas ilícitas em 2009.
"A mãe do falecido afirmou que ele era alcoólatra. Ela acredita que ele estivesse bebendo há dois anos. Tanto sua esposa quanto sua mãe afirmaram que ele não tinha tendências suicidas."
A causa oficial da morte está listada como "mistura de remédios com álcool".

## Discografia

### Solo
Álbuns de estúdio
| Ano  | Álbum                                                                               | Melhor posição | Melhor posição | Melhor posição | Melhor posição | Melhor posição |
| Ano  | Álbum                                                                               | US             | US Rock        | US Ind.        | US Hard Rock   |                |
| ---- | ----------------------------------------------------------------------------------- | -------------- | -------------- | -------------- | -------------- | -------------- |
| 2011 | Pighammer - Lançado: 4 de outubro de 2011 - Gravadora: Dirthouse - Formatos: CD, DD | 97             | 22             | 16             | 7              |                |

Singles
- 2011 – "Assassins of Youth"